# Casa Font (Vilafranca del Penedès)
La Casa Font és un edifici del municipi de Vilafranca del Penedès (Alt Penedès) que forma part de l'Inventari del Patrimoni Arquitectònic de Catalunya.

## Descripció
És un edifici entre mitgeres que fa cantonada amb el carrer de Tossa de Mar. Consta de planta baixa i un pis amb terrat. Té cantonada arrodonida, amb balcó corregut de balustres. Coronament del terrat també amb una balustrada. Presenta un llenguatge noucentista de amb reminiscències d'ornamentació modernista.